# Chiesa dei Santi Giacomo e Margherita
La chiesa dei Santi Giacomo e Margherita è la parrocchiale di Loiano, in città metropolitana e arcidiocesi di Bologna; fa parte del vicariato di Setta-Savena-Sambro.

## Storia
La prima citazione di una cappella con il titolo di Santa Margherita della Fabbraria si ritrova in un elenco datato 1366; questo edificio sorgeva a circa un quarto di miglio dal centro abitato.
Nel biennio 1615-16 venne costruita in paese la nuova chiesa di San Giacomo Maggiore, sorta ad opera dei Frati Minori Osservanti su un terreno appartenente al notaio Giovanni Macchiavelli, in cui precedentemente vi era un monastero fondato nel 1324.
A questa chiesa nel 1757 vennero aggiunti su disegno di Marco Bianchini il presbiterio col coro, la sagrestia e la torre campanaria; nel 1806, con la soppressione della cappella di Santa Margherita, questo luogo di culto assunse la doppia dedicazione di San Giacomo e Santa Margherita.
Tra il 1931 e il 1933 la parrocchiale venne interessata da alcuni lavori di ampliamento, in occasione dei quali la navata fu allungata di alcuni metri e si provvide a realizzare il transetto e la nuova facciata.
Nel 1964 il tetto venne rifatto e nel 1973 la chiesa venne adeguata alle norme postconciliari.

## Descrizione

### Esterno
La facciata a salienti della chiesa, rivolta a nordovest, è suddivisa da una cornice marcapiano in due registri, entrambi scanditi da lesene binate; quello inferiore, più largo, presenta centralmente il portale d'ingresso, sormontato da un timpano semicircolare e ai fianchi due nicchie, mentre quello superiore, affiancato da due volute e coronato dal frontone, è caratterizzato da una finestra, da due altre nicchie e da altrettante specchiature.
Dietro la parrocchiale si erge su un basamento a scarpa il campanile a pianta quadrata; la cella presenta su ogni lato una monofora a tutto sesto, affiancata da lesene, ed è coronata dalla cupoletta poggiante sul tamburo a base ottagonale.

### Interno
L'interno dell'edificio, la cui pianta è a croce latina, si compone di un'unica navata, sulla quale si affacciano le cappelle laterali, introdotte da archi a tutto sesto e tra loro intercomunicanti, e le cui pareti sono scandite da lesene sorreggenti la trabeazione aggettante e modanata sopra la quale si imposta la volta a botte caratterizzata da costoloni; al termine dell'aula si sviluppa il presbiterio, rialzato di due gradini, introdotto dall'arco santo e chiuso dall'abside semicircolare.
Qui sono conservate diverse opere di pregio, tra le quali il quadro raffigurante San Giacomo, dipinto da Dionisio Fiammingo, la statua con soggetto la Madonna del Carmine, realizzata da Angelo Peò, e una Pietà risalente al Settecento.